# Диміни (Свентокшиське воєводство)
Диміни (пол. Dyminy) — село в Польщі, у гміні Моравиця Келецького повіту Свентокшиського воєводства.
Населення — 293 особи (2011).
У 1975-1998 роках село належало до Келецького воєводства.

## Демографія
Демографічна структура на день 31 березня 2011 року:
|          | Загалом | Допрацездатний вік | Працездатний вік | Постпрацездатний вік |
| -------- | ------- | ------------------ | ---------------- | -------------------- |
| Чоловіки | 147     | 32                 | 106              | 9                    |
| Жінки    | 146     | 29                 | 102              | 15                   |
| Разом    | 293     | 61                 | 208              | 24                   |